# Corrente di ricircolo
Nell'ambito dell'ingegneria chimica (in particolare degli impianti chimici), una corrente di riciclo (o corrente di ricircolo o riflusso) è una corrente materiale che viene prima allontanata da una corrente principale e poi viene reimmessa nella stessa corrente dalla quale è stata allontanata (eventualmente passando attraverso una serie di trattamenti chimico-fisici prima della reimmissione).
In un Piping & Instrumentation Diagram (P&ID) di un impianto chimico (in cui vengono raffigurate le correnti materiali, le apparecchiature e la strumentazione dell'impianto) un riciclo è rappresentato da un "ciclo chiuso" di correnti materiali, che può passare attraverso una o più apparecchiature chimiche.
Il rapporto di riciclo è dato dal rapporto tra la portata della corrente riciclata e la portata della corrente principale prima del punto di reimmissione del riciclo.

## Applicazioni
Alcuni esempi di applicazioni del riciclo sono:
- inserendo nella corrente di riciclo una valvola di laminazione, modificando l'apertura della valvola, è possibile regolare la portata della corrente principale;
- analogamente, inserendo nella corrente di riciclo uno scambiatore di calore, modificando la portata del fluido di riscaldamento/raffreddamento è possibile regolare la temperatura della corrente principale;
- se nella corrente principale è inserita un'apparecchiatura chimica (ad esempio una colonna di distillazione) con lo scopo di purificare la corrente, riciclando parte di tale corrente all'ingresso dell'apparecchiatura è possibile aumentare la purezza della corrente in uscita;
- se nella corrente principale è inserito un reattore chimico, riciclando parte di tale corrente all'ingresso del reattore è possibile aumentare la conversione del reattore e di conseguenza diminuire la dimensione del reattore.[1]

### Circolazione naturale e circolazione forzata
Quando la corrente di riciclo è inserita in un'apparecchiatura chimica, si parla di circolazione naturale o circolazione forzata a seconda che il riciclo della corrente avvenga per convezione naturale (assicurata dalla differenza di densità tra l'ingresso e l'uscita della corrente di ricircolo) oppure per convezione forzata (ottenuta inserendo nella corrente di riciclo una pompa nel caso di correnti liquide o un compressore nel caso di correnti gassose).

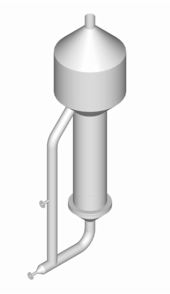
Evaporatore a circolazione naturale
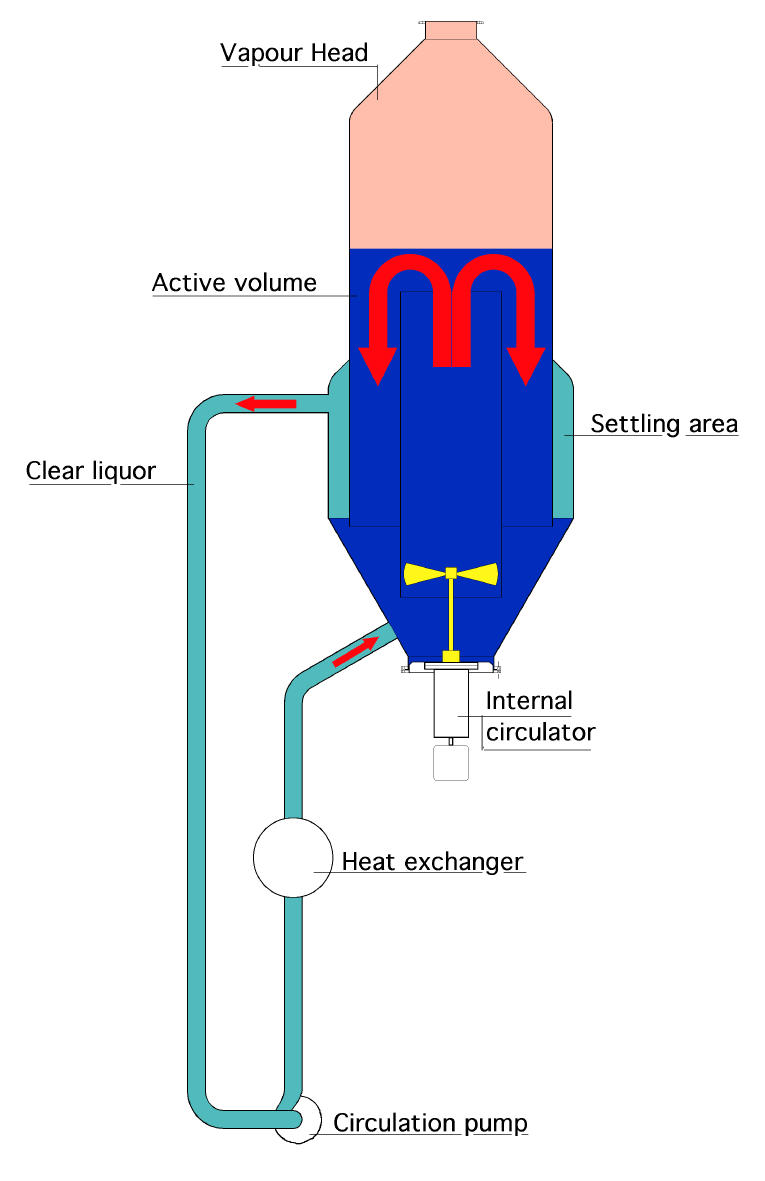
Cristallizzatore a circolazione forzata (la pompa, in bianco, è posta in basso alla corrente di riciclo, in azzurro).

## Effetto snowball
L'effetto snowball (letteralmente "palla di neve") consiste in un'apprezzabile variazione delle condizioni operative dell'impianto in seguito ad una piccola variazione dei parametri (ad esempio portata, temperatura, pressione) che contraddistinguono la corrente di riciclo.
Tale effetto avviene nel caso in cui in una corrente di riciclo non sia inserito un controllo sulla portata, per cui la portata della corrente di ricircolo cresce ad ogni passaggio del fluido, con il rischio di esplosione dei tubi o dell'apparecchiatura.